# Stepan Fedorov
Stepan Valerevich Fedorov (en russe : Степан Валерьевич Фёдоров) né le 8 mai 1987 à Tashtagol est un lugeur russe.

## Carrière
Participant aux compétitions internationales depuis la saison 2006-2007, il participe aux Jeux olympiques de Vancouver 2010, il prend la dix-neuvième place du simple. Dans la Coupe du monde, il obtient son premier podium en janvier 2015 lors de la manche de Winterberg.

## Palmarès
- Jeux olympiques d'hiver
  - Vancouver 2010 : dix-neuvième du simple

- Coupe du monde
  - Meilleur classement général : 14e en 2012.
  - 1 podium en simple.